# Cyril Lemieux
Pour les articles homonymes, voir Lemieux.
Cyril Lemieux (né le 16 avril 1967) est un sociologue français, directeur d'études à l'École des hautes études en sciences sociales (EHESS). Ses domaines de recherche sont l’étude des médias d’une part, l’analyse des limites que rencontre la pensée sociologique au sein de la société et dans les sciences sociales, d’autre part.

## Biographie
Il a été formé en science politique (IEP de Bordeaux, maîtrise à l’Université Paris 1), en philosophie (DEA à l’Université Paris 1) et en sociologie (DEA et thèse à l’EHESS). De 1998 à 2001, il a été chargé de recherche au laboratoire de sociologie de l’Institut national du sport et de l’éducation physique (INSEP).  En 2001, il a été élu maître de conférences à l’EHESS sur une chaire intitulée « Sociologie des médias et de l’espace public [UMO2] ». En 2011, il a été élu directeur d’études à l’EHESS sur une chaire intitulée « Médias et contre-pouvoirs à l’ère numérique. Une sociologie de l’accès à la visibilité publique ». Il est le frère d’Emmanuel Lemieux.

## Travaux
La publication de Mauvaise presse. Une sociologie compréhensive du travail journalistique et de ses critiques (2000) lui a donné une audience nationale dans le champ de la critique des médias, lui valant également des critiques provenant des publications les plus radicales en la matière (Acrimed, PLPL).  Il a également coordonné dans ce domaine des numéros de la revue Politix sur la prise de parole en public (avec Dominique Cardon et Jean-Philippe Heurtin, 1995) et sur les scandales (avec Damien de Blic, en 2005).
Une autre partie de ses travaux s’attache à analyser les mécanismes sociaux qui limitent le raisonnement sociologique au sein des sociétés modernes comme au sein des sciences sociales elles-mêmes.  Dans cette perspective, il s’est intéressé notamment aux limites des approches constructivistes (Naturalisme vs constructivisme ?, 2007, avec Michel de Fornel), ainsi qu’aux rapports entre la sociologie et les idéologies modernes (Socialisme et sociologie, 2017, avec Bruno Karsenti). Dans son ouvrage Le devoir et la grâce (2009), il a défendu une approche nommée l’analyse grammaticale de l’action (AGA) qui cherche à combiner les apports du pragmatisme de George H. Mead avec la tradition issue des travaux d’Émile Durkheim. Sa défense du holisme de Durkheim l’a conduit à s’opposer aux analyses du sociologue Gérald Bronner dans un entretien où il était confronté à ce dernier, paru en septembre 2017 dans Le Nouvel Obs. Sa défense du pragmatisme l’a également conduit à contester dans La Vie des idées l’approche selon lui trop « mécaniste » du sociologue Nicolas Mariot.
Un dernier volet de ses travaux, situé à l’articulation des deux précédents, consiste à tenter de promouvoir la pensée sociologique dans les médias et auprès du grand public. Dans ce domaine, il a tenu des chroniques régulières dans des médias (Lemonde.fr, France-Culture, Libération, Alternatives économiques) dont certaines ont fait l’objet d’ouvrages.

## Publications

### Ouvrages
- La sociologie pragmatique, Paris, La Découverte, coll. « Repères », n°708, 2018  (ISBN 978-2-7071-7335-5). Traductions en chinois et en espagnol.
- (avec Bruno Karsenti), Socialisme et sociologie, Paris, Editions de l’EHESS, coll. « Cas de figure », 2017  (ISBN 978-2-7132-2711-0). Traduction en italien.
- (avec Laurent Berger, Marielle Macé, Gildas Salmon & Cécile Vidal), Pour les sciences sociales. 101 livres, Paris, Editions de l’EHESS, coll. « En Temps & Lieux », 2017  (ISBN 978-2-7132-2722-6). Traduction en anglais.
- (avec Saint-Oma), Sociographic. 28 théories pour comprendre l'époque (sans l'excuser), Paris, Lemieux éditeur, 2016  (ISBN 978-2-37344-082-9)
- (avec Pascale Haag), dir., Faire des sciences sociales, vol. 1: Critiquer, Paris, Editions de l’EHESS, coll. « Cas de figure », 2012  (ISBN 978-2-7132-2361-7). Traduction en arabe.
- (sous la direction de) La subjectivité journalistique. Onze leçons sur le rôle de l’individualité dans la production de l’information, Paris, Éditions de l’EHESS, coll. « Cas de figure », 2010  (ISBN 978-2-7132-2264-1). Traduction en arabe.
- La sociologie sur le vif, Paris, Presses des Mines, 2010  (ISBN 978-2-911256-19-6).
- Un président élu par les médias ? Regard sociologique sur la présidentielle de 2007, Paris, Presses des Mines, 2010  (ISBN 978-2-911256-29-5).
- Le devoir et la grâce. Pour une analyse grammaticale de l’action, Paris, Economica, coll. « Études sociologiques », 2009  (ISBN 978-2-7178-5714-6). Traduction en espagnol.
- avec Michel de Fornel (dir.), Naturalisme versus constructivisme ?, Paris, Éditions de l’EHESS, coll. «Enquête », 2007  (ISBN 978-2-71322152-1).
- Mauvaise Presse. Une sociologie compréhensive du travail journalistique et de ses critiques, Paris, Éditions Métailié, « Leçons de choses », 2000.  (ISBN 2-86424-342-3)
- traduction de Michèle Lamont, La morale et l'argent. Les valeurs des cadres en France et aux États-Unis, (en) Money, morals, and manners : the culture of the French and the American upper-middle class), Paris, Métailié, « Leçons de choses », 1995.  (ISBN 2-86424-190-0)

### Numéros de revue
- (avec Marion Fontaine) « La politisation des classes populaires », Germinal, n°3, 2021:
- (avec Pablo Blitstein), « Paradoxes de la modernité », Politix, n°123, 2018.
- (avec Damien de Blic), « A l’épreuve du scandale », Politix, n°71, 2005.
- (avec Nicolas Dodier et Pierre-Benoît Joly), « La question animale », Politix, n°64, 2003.
- (avec Patrick Mignon), « Sport et politique », Politix, n°50, 2000.
- « Politiques du risque », Politix, n°44, 1998.
- (avec Dominique Cardon et Jean-Philippe Heurtin), « Parler en public. 2. Dispositifs contemporains », Politix, n°31, 1995.
- (avec Dominique Cardon et Jean-Philippe Heurtin), « Parler en public. 1. Genèses », Politix, n°26, 1994.

### Filmographie
- (avec Camille Bonnemazou et Richard Fillon), Paradoxe de la critique. L'élevage porcin en Bretagne à l'épreuve de ses détracteurs, documentaire de 65 min, ESCOM-FMSH, 2008. Disponible en ligne[4].

### Articles
- « Bruno Latour (1947-2022). Portrait d’un moderne », Pragmata, n°6, 2023, p. 386-399.
- « Quel est l’avenir du socialisme ? », Germinal, « A quoi bon le socialisme ? » (codirigé par Nathan Cazeneuve & Emmanuel Jousse), n°7, 2023, p. 33-45.
- « Racisme et modernité politique ». Compte-rendu de Jean-Frédéric Schaub & Silvia Sebastiani, Race et histoire dans les sociétés occidentales (XVe-XVIIIe siècle) (Paris, Albin, Michel, 2021). Revue K, 20 décembre, en ligne. Traduit en anglais : « Racism and political modernity », Revue K, 28 décembre 2023, en ligne.
- « ‘Les arbres nous cachent la forêt’. L’évolutionnisme méthodologique de Norbert Elias », in C. Moreau de Bellaing & D. Trom, dir., Sociologie politique de Norbert Elias, Paris, coll. « Raisons pratiques », Editions de l’EHESS, 2022, p. 347-373.
- « Les limites de la victimisation. Ce que l’individualisation des rapports sociaux fait aux classes populaires », Germinal, n°3, 2021, p. 25-36.